# サンペドロ (ベネズエラ)
サンペドロ（San Pedro）は、ベネズエラのミランダ州グアイカイプロ市にある町である。行政上はサンペドロ区にある。ミランダ州のロスアルトス（高地）地方にあり、他と区別するためにサンペドロデロスアルトス (San Pedro de Los Altos) と呼ばれることもある。
ミランダ州の州都ロステケスの西方、サンペドロ川の畔にある。植民地時代に、カラカスと西方を結ぶ街道の宿場町として、スペイン人植民者によって作られた。